# Epinecrophylla dentei
Az Epinecrophylla dentei a madarak osztályának verébalakúak (Passeriformes) rendjébe és a hangyászmadárfélék (Thamnophilidae) családjába tartozó faj.

## Rendszerezése
A fajt Bret M. Whitney, Morton L. Isler, Gustavo A. Bravo, Natalia Aristizábal, Fabio Schunck, Luís Fábio Silveira és Vítor de Q. Piacentini írták le  2013-ban.
Besorolása vitatott, egyes szervezetek szerint csak alfaj Epinecrophylla amazonica dentei néven.

## Előfordulása
Dél-Amerikában, Brazília területén honos.